# Cerkiew św. Łukasza w Jastrzębiku
Cerkiew św. Łukasza w Jastrzębiku – greckokatolicka cerkiew w Jastrzębiku.

## Historia
Cerkiew w Jastrzębiku jest wzmiankowana w 1651. Obecny budynek jest jednak młodszy i pochodzi z 1837, zaś przebudowywany był w okresie między 1856 a 1886. Po Akcji „Wisła” został przejęty przez Kościół łaciński.

## Architektura
Cerkiew w Jastrzębiku jest cerkwią łemkowską, trójdzielną. Ściany obiektu są obite gontem, przedsionek i prezbiterium pokrywa dach kalenicowy, zaś nawę – namiotowy. Nad trzema wieżami budynku znajdują się hełmy z krzyżami. Cechą charakterystyczną cerkwi jest umiejscowienie jednej z wież nie nad przedsionkiem, ale obok jego zachodniej ściany.
We wnętrzu cerkwi zachował się ikonostas z przełomu XVIII i XIX wieku, zawierający dwie osiemnastowieczne ikony: św. Mikołaja i Chrystusa Nauczającego. W ikonostasie znajduje się rzadko spotykana ikona Chrystusa w Grobie. Jeden rząd wcześniejszego ikonostasu jest obecnie wykorzystywany jako element parapetu na cerkiewnym chórze. W nawie znajduje się ikona św. Jozafata Kuncewicza.
Na teren cerkwi prowadzi drewniana brama-dzwonnica z początku XX wieku.

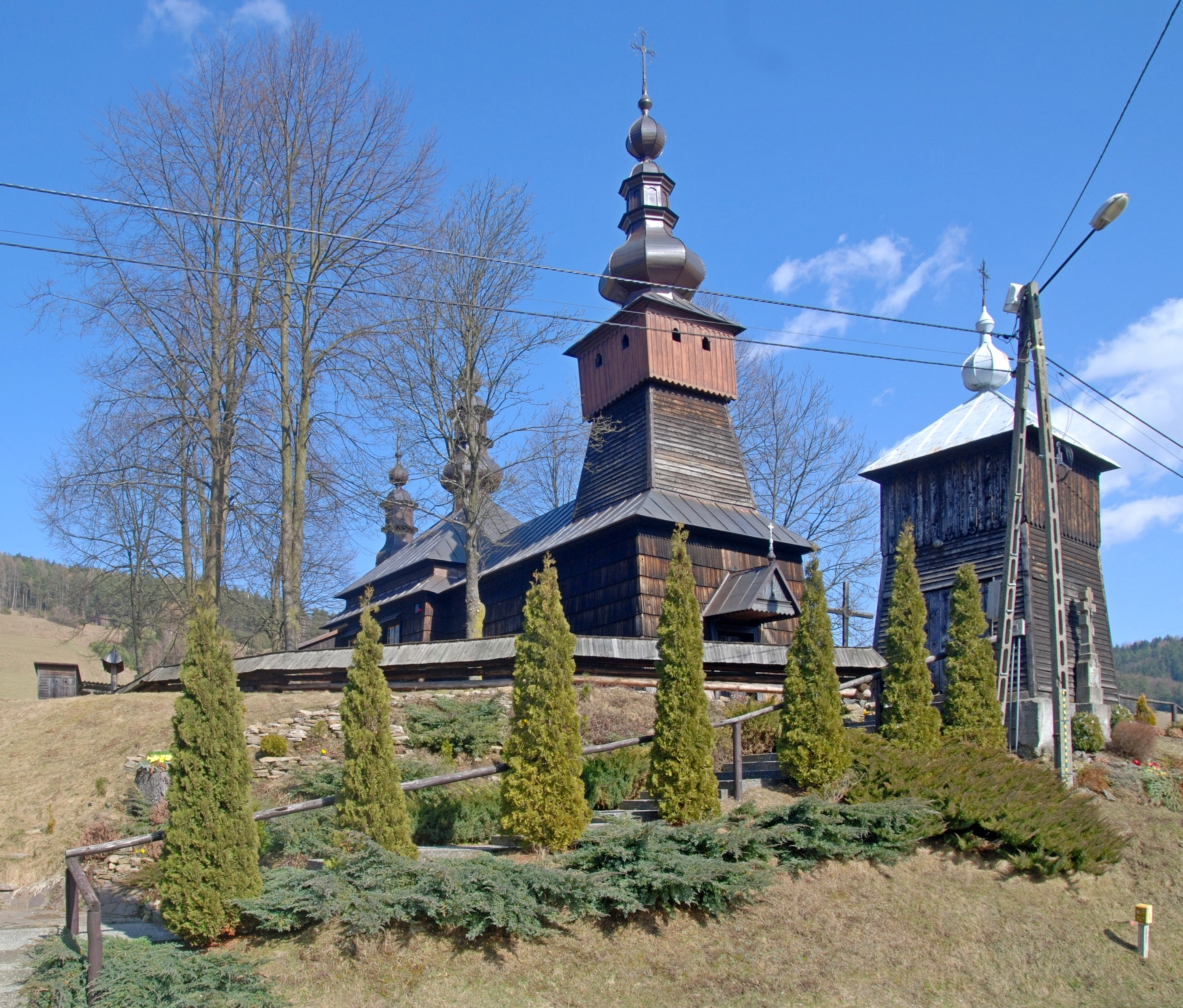
Elewacja frontowa
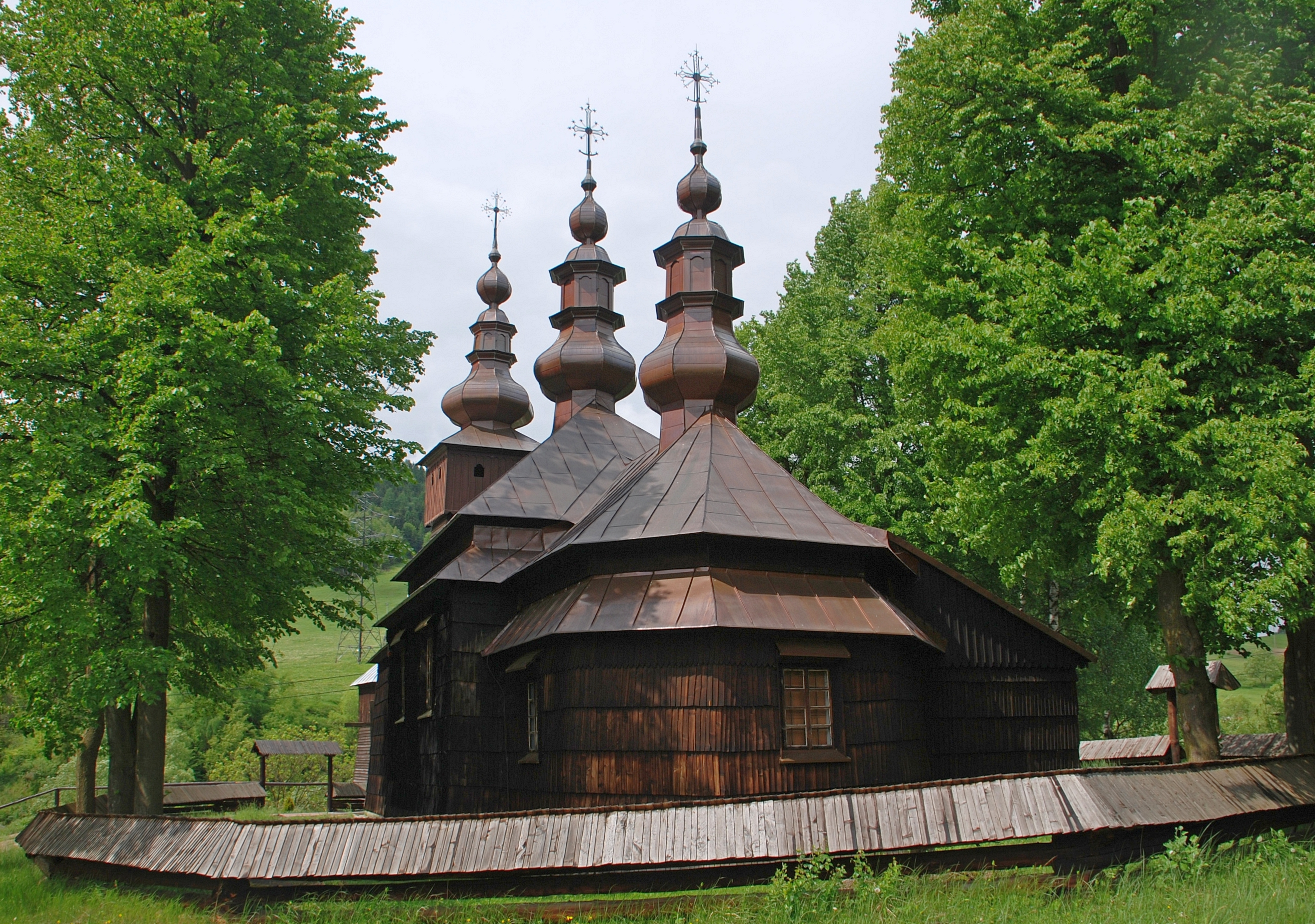
Widok od strony prezbiterium
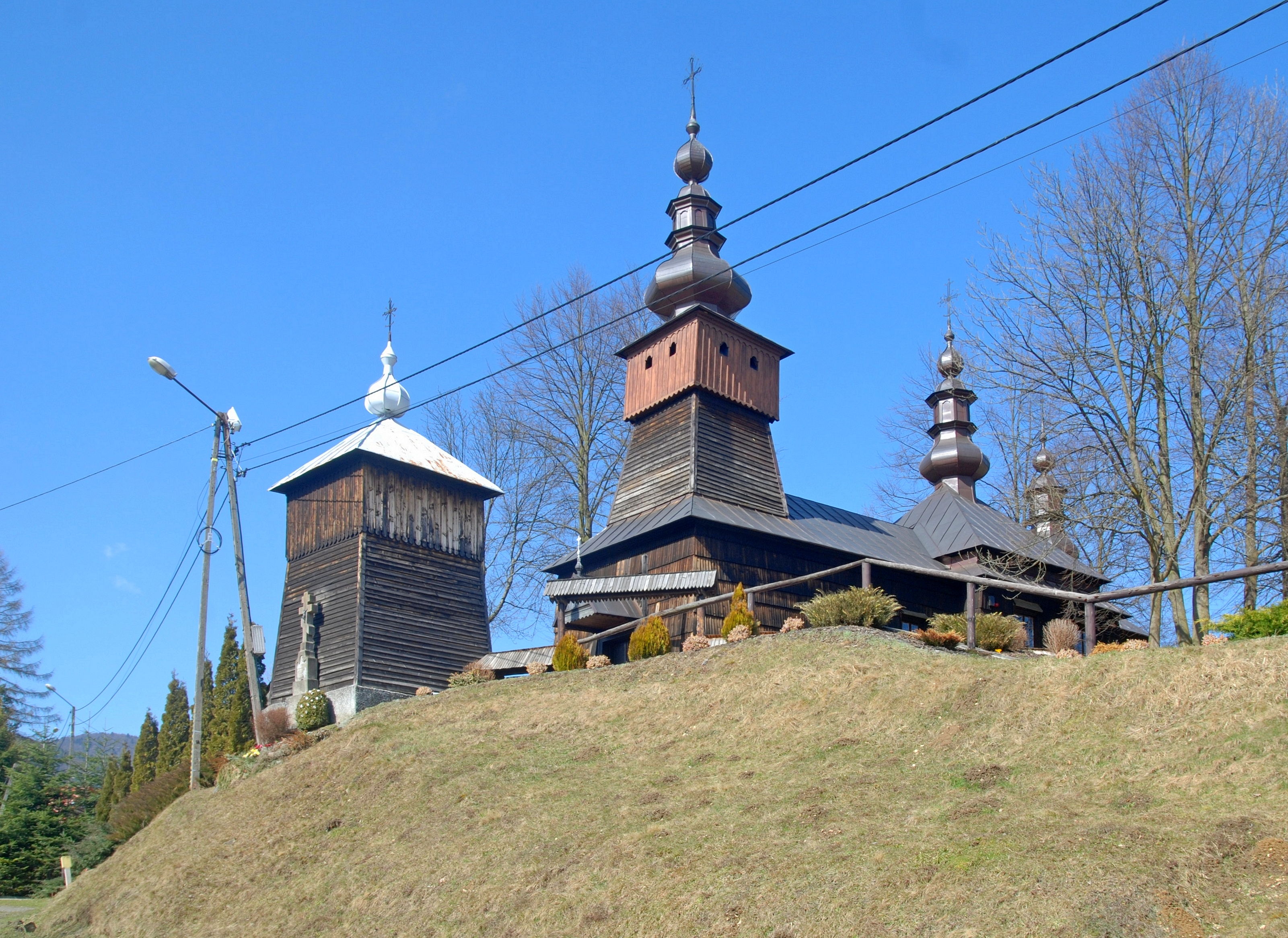
Elewacja południowa